# Elektromagnetisk kompatibilitet
Elektromagnetisk kompatibilitet (EMC) är förmågan hos en apparat, utrustning eller system att fungera i sin elektromagnetiska omgivning utan att medföra oacceptabla störningar i denna omgivning. En svensk synonym till kompatibilitet är förenlighet, vilket innebär att EMC kan tolkas som elektromagnetisk förenlighet.

## Utrustning – apparater och fasta installationer
Med utrustning menas elektrisk utrustning som enligt Sveriges och Europeiska unionens EMC-regelverk delas upp i apparater och fasta installationer. Exempel på apparater är lågenergilampor och frekvensomriktare. Fasta installationer är exempelvis industrianläggningar, kraftverk samt el- och telenät. Elnät omfattar allt från enkla elektriska installationer i bostäder till hela nationella stamnät för elektrisk energiöverföring.

## EMC inom den internationella standardiseringen
Den internationella standardiseringsorganisationen IEC – International Electrotechnical Commission organiserar EMC dels i CISPR – The International Special Committee on Radio Interference som bildades år 1934 och dels i den tekniska kommittén TC 77 som är från år 1974. Det är värt att notera att det ursprungliga namnet på TC 77 var »EMC mellan elektrisk utrustning inklusive nät» (EMC between electrical equipment including networks på engelska).

## Elektromagnetiska störningar och fenomen
Elektromagnetiska störningar eller elektromagnetisk interferens delas in i ledningsbundna och strålade fenomen. Dessa namngivna fenomen delas i sin tur in i lågfrekventa fenomen, vilka sträcker sig från störningar med frekvensinnehållet noll (0) hertz till och med nio (9) kilohertz, samt högfrekventa fenomen för störningar med frekvensinnehåll högre än nio (9) kilohertz. IEC anger 400 gigahertz som övre gräns för störningars frekvensinnehåll inom ramen för EMC men öppnar för möjligheten att omfatta även högre frekvenser. Synligt ljus som har frekvensinnehåll inom terahertzområdet beaktas alltså inte inom ramen för EMC trots att ljus är elektromagnetisk strålning.
IEC ger följande exempel på elektromagnetiska störningar:

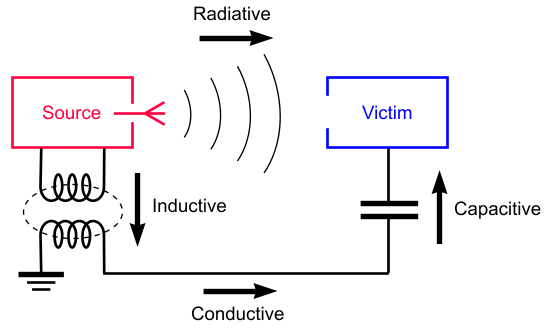
Elektromagnetiska kopplingsvägar: strålat, induktivt, konduktivt och kapacitivt

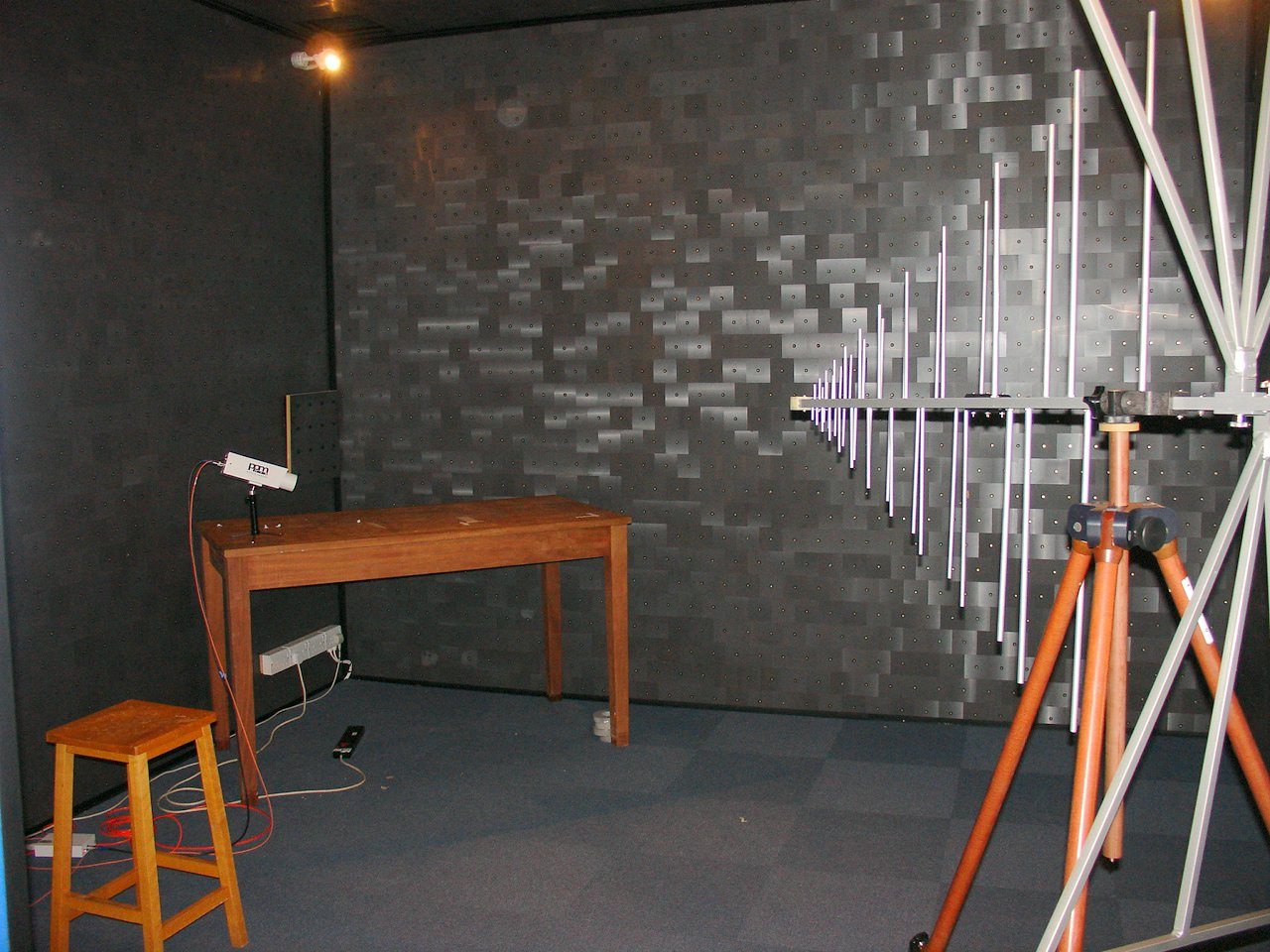
Reflektionsfritt rum för provning av apparaters emission av och immunitet mot strålade störningar

### Ledningsbundna lågfrekventa fenomen
- Övertoner, mellantoner
- Överlagrade signaler för kommunikation på elnät
- Spänningsvariationer
- Kortvariga spänningssänkningar och avbrott
- Spänningsobalans
- Variationer i kraftfrekvens
- Inducerade lågfrekventa spänningar
- Likspänningskomponenter i växelspänningsnät

### Strålade lågfrekventa fenomen
- Magnetiska fält
  - Kontinuerliga
  - Transienta
- Elektriska fält

### Ledningsbundna högfrekventa fenomen
- Inducerade spänningar eller strömmar
  - Kontinuerliga vågor
  - Modulerade vågor
- Monopolära transienter – enstaka eller som pulsskur
- Oscillerande transienter – enstaka eller som pulsskur

### Strålade högfrekventa fenomen
- Magnetiska fält
- Elektriska fält
- Elektromagnetiska fält
  - Kontinuerliga vågor
  - Modulerade vågor
  - Transienter – enstaka eller som pulsskur

### Elektrostatiska urladdningsfenomen
- Elektromagnetiska transienter med hög effekt, inklusive elektromagnetisk puls från hög höjd (HEMP – High Altitude Electromagnetic Pulse) och hot om elektromagnetiska pulser med hög effekt (HPEM – High Power Eletromagnetics)

## Regelverk
Europeiska unionen har beslutat om EMC-direktivet som i Sverige införts genom lagen om elektromagnetisk kompatibilitet (1992:1512) och förordning om elektromagnetisk kompatibilitet (1993:1067) där Elsäkerhetsverket ges ansvar för tillsyn och rätt att ge ut föreskrifter om EMC (ELSÄK-FS 2007:1). Uppsåt eller oaktsamhet i fråga om EMC kan ge böter eller fängelse i högst ett år.
Regelverket för EMC anger att utrustning ska uppfylla så kallade skyddskrav på emission och immunitet. Det innebär att utrustning ska ha rimlig tålighet mot elektromagnetiska störningar (immunitet) och dessutom inte avge elektromagnetiska störningar med för hög nivå(emission). Att hålla emission och immunitet inom rimliga gränser är centralt för att uppnå tillfredsställande funktion hos utrustningar med avseende på elektromagnetiska störningar.
För apparater ställer EMC-regelverket krav relaterade till CE-märkning av apparater. Till EMC-regelverket hör flera så kallade harmoniserade standarder. Apparater utförda enligt harmoniserade standarder förutsätts uppfylla de elektromagnetiska skyddskraven. Fasta installationer omfattas inte av kravet på CE-märkning men likväl finns krav på uppfyllande av skyddskrav baserat på bland annat så kallad branschpraxis (good engineering practices på engelska) som ska dokumenteras.

## Exempel på EMC
Ett näraliggande exempel på EMC innebär att spänningens variation i vägguttaget därhemma inte får avvika för mycket från den nominella nivån 230 volt för att anslutna apparater ska fungera tillfredsställande. Om spänningsvariationen (emissionen) är lägre än vad anslutna apparater tål (immuniteten) ges förutsättningar för att apparaten ska fungera tillfredsställande. Motsvarande gäller för andra elektromagnetiska störningar i form av avvikelser i spänningen, exempelvis spänningsövertoner och spänningstransienter som alltså inte heller ska vara högre än vad apparaten tål för att den ska kunna fungera tillfredsställande.
Ett annat praktiskt exempel på EMC är att elektriska apparater inte ska stråla ut sådan elektromagnetisk störning att det inte går att lyssna på radio med tillfredsställande ljudkvalitet.

## Kompatibilitetsnivåer och gränser för emission och immunitet

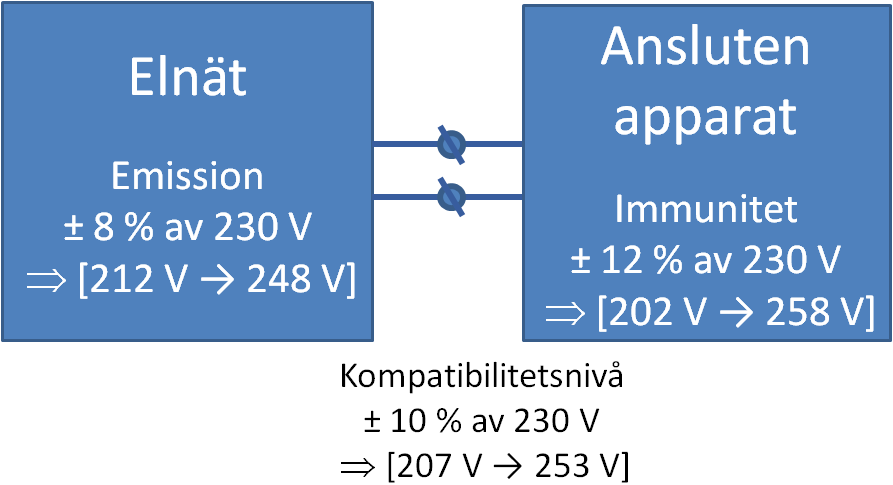
Illustration av emission och immunitet för [mycket långsamma] spänningsvariationer

Gränser för emission och immunitet kan sättas med utgångspunkt från så kallade kompatibilitetsnivåer. Gränsen för högsta tillåtna emission från en utrustning ska vara lägre än kompatibilitetsnivån för en viss elektromagnetisk störning. På motsvarande sätt ska gränsen för en utrustnings lägsta tillåtna immunitet vara högre än kompatibilitetsnivån för en viss störning. Gränserna brukar sättas med beaktande av statistisk spridning för emission och immunitet, vilket innebär att tillfredsställande funktion nås med tillräcklig sannolikhet snarare än med absolut garanti. IEC anger gränser för tillåten nivå av emission och immunitet samt kompatibilitetsnivåer för vissa elektromagnetiska fenomen medan det ännu saknas för andra typer av störningar.
Om vi för det första exemplet ovan antar att kompatibilitetsnivån för avvikelser i spänning (mycket långsam spänningsvariation) är ± 10 % av den nominella spänningen 230 volt kan gränsen för tillåten variation i spänning från elnätet (emission) exempelvis sättas till ± 8 % medan den lägsta nivån på immunitet, tålighet, för anslutna apparater kan vara säg ± 12 %. Då har vi kompatibilitetsmarginalen 4 % som är skillnaden mellan 12 % och 8 %. Notera att siffervärdena endast är exempel i syfte att förklara sambandet mellan kompatibilitetsnivå och tillåtna gränser för emission respektive immunitet.

## Elkvalitet och EMC
Metoder för mätning av elkvalitet finns beskrivet i den internationella EMC-standarden IEC 61000-4-30.
Elkvalitet omfattar enligt IEC 61000-4-30 i princip både spänningskvalitet och strömkvalitet. Spänningskvalitet kan ses som ett uttryck för avvikelser från ideala spänningar som är fullständigt sinusformiga med exakt nominellt effektivvärde, exakt nominell frekvens och fullständig balans mellan faserna i flerfasiga system såsom det allmänna trefassystemet. Alla avvikelser från ideala förhållanden är elektromagnetiska störningar. När det inte finns några spänningsavvikelser är spänningskvaliteten perfekt, annars inte. Motsvarande gäller för strömkvalitet.

## Samhällskostnader
Ett exempel på elektromagnetisk störning är snabba spänningsvariationer som leder till att ljusflödet från elektrisk belysning flimrar på ett irriterande sätt och därmed inte har tillfredsställande funktion. Stålverks så kallade ljusbågsugnar har en strömbelastning som varierar med storleksordningen tio större ändringar per sekund, vilket ger motsvarande spänningsvariationer. Det orsakar flimmer i ljusflödet från elektrisk belysning i exempelvis bostäder. Detta är ett exempel på bristande EMC där störkällan är ljusbågsugnar och utrustningen vars funktion påverkas negativt är ljuskällan.
Ett annat exempel är kortvariga spänningssänkningar som kan orsakas av åsknedslag i kraftledningar med blanka ledare – friledningar. Strömmen från åskan orsakar elektriska överslag, ljusbågar, genom luften mellan ledningens faslinor och/eller till jord. Brytare i ledningens ände/ändar kopplar automatiskt från elen tillfälligt så att ljusbåge/ljusbågar ska hinna slockna. Därefter kopplas automatiskt elen in igen till ledningen. Under hela kedjan av kortslutning genom åsköverslaget, bortkoppling av ledningen och efterföljande återinkoppling upplever till nätet ansluten elektrisk utrustning ett kortvarigt avbrott eller en kortvarig spänningssänkning. Det senare gäller i fallet med maskade nät. I EMC-termer avger elnätet störningen som potentiellt medför otillfredsställande funktion hos elektriskt utrustning, vilket exempelvis kan vara en industriell process som är ansluten till elnätet.
Studier finansierade genom Elforsk beräknade kostnaden för kortvariga avbrott och kortvariga spänningssänkningar till 1 – 1,5 miljarder kronor årligen där den dominerande kostnaden härrör från produktionsstörningar från industriella processer såsom pappersmaskiner.

## EMC ochsmart grid
EMC kan förutses bli alltmer betydelsefullt mot bakgrund av den ökande användningen av elektronik i de elektriska energisystemen. Elektronik finns dels i form av kraftelektronik genom vilken den elektromagnetiskt överförda energin passerar och dels i elektronisk utrustning för exempelvis styrning, övervakning och informationsöverföring. Motorer varvtalsstyrs genom att den elektriska energin passerar så kallade frekvensomriktare som innehåller såväl kraftelektronik som styrelektronik. Europeiska unionen har beslutat att fasa ut glödlamporna som ersätts av elektronikbaserade ljuskällor.
Det finns rapporter om att elnätskommunikation för automatisk avläsning av elmätare i vissa fall påverkat funktionen hos ljusregulatorstyrd belysning negativt. Elmätare har även mätt fel energimängd genom påverkan av annan elektrisk utrustning.
Smarta elsystem baserade på så kallade smarta elnät – smart grid – förväntas innebära en ökande mängd elektronisk utrustning. Det innebär att EMC är en grundläggande förutsättning för fungerande smarta elsystem.